# Na'īmā
Na'īmā (arabisch نعيما, heutige türkische Schreibweise: Naima oder auch Naimâ; * um 1655 in Aleppo; † 1716 in Patras; nach islamischer Zeitrechnung 1065 bis 1128) war ein osmanischer Verwaltungsbeamter und Historiker und Autor der Ta'rīḫ-i Na'īmā (s. „Werke“). Er wird oft als der erste offizielle Geschichtsschreiber des Osmanischen Reiches bezeichnet, obwohl ein solcher Titel bzw. ein solches Amt wahrscheinlich erst mit seinem Nachfolger Mehmed Raşid eingeführt wurde und also zu Na'īmās Lebzeiten noch nicht bestand.

## Leben und Karriere
Mustafā Na'īm (مصطفى نعيم), so sein eigentlicher Name, wurde in Aleppo als Sohn eines Janitscharen-Offiziers geboren, trat ca. 1688 (1100) den baltacılar (Palastwache des Sultans) in Istanbul bei und wurde dort auch zum Schreiber ausgebildet. Nach Abschluss der Ausbildung und Beendigung des Dienstes bei den baltacılar wurde er, zunächst wiederum als Lehrling, den Schreibern des divān-ı hümāyūn (Kaiserlich-Osmanische Kanzlei) zugeteilt, denen er von da ab bis zu seinem Tode angehörte.
Während seiner Ausbildung entwickelte Na'īmā Interessen vor allem in den Bereichen Literatur, Geschichte und Astrologie, die er auch später stets weiterverfolgte.
1704 (1116) wurde er zum Anadolu muhasebecisi ernannt, ein ranghoher Posten in der Finanzverwaltung, den er im Laufe seines Lebens mehrmals innehatte. Seine Karriere in der osmanischen Verwaltung schwankte mit seiner Stellung in der Gunst der Mächtigen, besonders des jeweiligen Großwesirs. So fiel er 1706 (1118), wohl aufgrund ungünstiger Aufnahme einiger von ihm getroffener astrologischer Voraussagen durch hochgestellte Persönlichkeiten, in Ungnade, verlor seinen Posten und musste Istanbul für die Dauer eines Jahres fernbleiben. Er erlangte die Stelle noch zwei weitere Male wieder und stieg zwischenzeitlich sogar noch höher auf (1713 (1125): baş muhasebecisi), bevor er sie durch palastinterne Intrigen 1715 (1127) endgültig verlor und auf den provinziellen Posten eines defter emīni (Direktor des Grundbuch- und Katasteramtes) auf dem Peloponnes (damals Morea) versetzt wurde, wo er 1716 (1128) starb.

## Werke
Na'īmās Hauptwerk ist seine um 1704 vollendete und dem Großwesir Amcazade Hüseyin Paşa gewidmete „Ravḍatü 'l-Ḥüseyn fi ḫulāsat-i aḫbāri 'l-ḫāfiqayn“ (روضة الحسين فى خلاصة أخبار الخافقين; etwa: „Der Garten des Hussein: Bestehend aus einem Abriss der Geschichte des Orients und Okzidents“, wörtlich: „Garten des Hussein in der Kurzfassung/Zusammenfassung der Nachrichten des Ostens und des Westens“), meist einfach als „Ta'rīḫ-i Na'īmā“ (تاريخ نعيما; „Chronik des Na'īmā“; heutige türkische Schreibweise: Tarih-i Naima oder auch Naima tarihi) bezeichnet – eine Darstellung der Geschichte des Osmanischen Reiches von 1591 bis 1660 (1000 bis 1070). Sie war lange Zeit eine der angesehensten Quellen zur osmanischen Geschichte (siehe auch: Geschichte der Türkei) und wurde 1733 (1147) als eines der ersten osmanischen Bücher überhaupt von İbrahim Müteferrika gedruckt (Neuauflagen 1840 und 1863–66). Selbst heute noch wird sie in der Osmanistik als Quelle genutzt.
Daneben führte Na'īmā zumindest während der Amtszeit Großwesir Amcazade Hüseyin Paşas 1697–1702 (1109–14) eine Art Tagebuch über die aktuellen Ereignisse, das später seinem Nachfolger Rāşid als Quelle für dessen Geschichtswerk Ta'rīḫ-i Rāşid (Tarih-i Raşid, Raşid tarihi) diente, und veröffentlichte eine Darstellung des „Vorfalls von Edirne“ („Edirne vaq'ası“) und der Absetzung Sultan Mustafas II. im Jahre 1703, die später auch im Anhang der gedruckten Ta'rīḫ-i Na'īmā erschien.